# 重廣誠
重廣 誠（しげひろ まこと）は、日本の作曲家、6弦ベーシスト、実業家。埼玉県出身、吉川市在住。民家ライブハウス「楽龍時」会社代表、M's Music Office 代表取締役。
通常のベースとは異なる奏法と美しい音色に定評がある。主に6弦ベースを使用する。

## 人物・概要
群馬県桐生市に生まれ
父親の仕事の関係で埼玉県上尾市に引越し重廣誠の音楽の礎を築くことになる。
17歳でプロデビュー。小学生の頃から父の影響でギターを弾くようになりお金を戴いて音楽をやるようになる。以後、日本クラウン、キングレコード、CBS・ソニーなどでレコーディングの仕事をする。
国内を始め、タイ、マレーシア、シンガポール、ソウルでのソロツアーを成功させる他、伴奏者としてフランス、シアトルで活動。
沖縄県米空軍嘉手納基地将校クラブにて2年間バンドマスターを勤める。沖縄伊藤園CM曲・沖縄都ホテルテーマ曲、FM局における音楽の作曲。天王寺都ホテル25thアニバーサリー演奏を1年半務める。
埼玉県高等学校軽音楽連盟 審査員。
ダウンロード全世界で1000万ダウンロードを超える作品を数多く作曲・編曲。
2021年5月、iTunesダウンロード インスト部門第4位
世界で初めて 6弦ベース1本で演奏。
「Fodera 6strings Contrabassguitar No.13 AJP881」という希少な楽器 6弦ベースをメインにクラシック・ジャズ・ポップス・クラシックそして津軽じょんからまでを1本のみで演奏する。
通常の6弦ベースの最低音はLow-Bなのに対し、重廣誠のベースはLow-Gまで出るのも珍しい。
現在ではWarwick Alien6という6弦アコースティックベースという世界的に希少なベースも使用することもある。
世界で初めて6弦ベースによるJクラシックを形にした人物。
2025年7月　日本文化伝承の館こしがや能楽堂にて音楽生活40周年のコンサートを行う。6弦ベースソロによるJクラシックが世界で初めて公開された。
⚫︎代表ソロ曲
バッハ無伴奏チェロ組曲、津軽じょんから、平家、Moonlight Sea、Love、百花繚乱、枯葉 他。
⚫︎主な使用楽器・機材
Fodera Anthony Jackson presentation
Fodera Emperor 5st.original custom
Fodera Monarch 4st.standard
Ibanez SR5006
Warwick Arien 6strings natural satin
Walter Woods M300
Epifani  
acoustic image coda R

## 音源・CD
- 2001年9月
  - 初CD「Solo」を発売。即完売。
  - 2ndアルバム・ギターでの弾き語りを中心とした「No Return」発売。

- 2002年5月 3rdアルバム・歌とベース演奏を融合させた「Mixer」発売。

- 2003年10月
  - 4thアルバム・Jazzとオリジナルを6弦ベースだけで表現した「All Playing」発売。
  - 5thアルバム・日本の唱歌を中心とした「AllPlaying2」発売。

- 2008年
  - 1月 CD「Your Beauty」を発売。
  - 6月 「J.S Bach 6suites For Cello Solo No,1」を含む全10曲入りCD「6strings Bass」を発売。
  - 10月 「All Playing」再販・新曲4曲を追加して全16曲入ったアルバムを発売

- 2009年8月 オーケストラ曲を交えたCD「天女」を発売

- 2010年
  - 5月 CD「交響曲 色」を発売
  - 5月 MAKOTO Best 2010を発売
  - 8月 CD「Arrival～My Bach」全曲即興演奏13曲54分 完成

- 2011年
  - 9月 CD「DRAGON」を発売

- 2012年1月 CD「Water Fall」をピアニスト・幡田賢彦とのデュオで発売

- 2013年
  - 2月 CD「未来へ」が世界発売。 ピアノにTAKAKO、MAKOTO ORCHESTRA にてレコーディング
  - 9月 尺八奏者 吉岡龍見とのコラボレーションCD「伎芸輪轉」を発表
  - 10月 CD「映画音楽をあなたに」完成
  - 11月 CD「Melody」完成

- 2014年
  - 3月 重廣誠プロデュース For-Rest セカンドアルバム「きこえてくるもの」発売
  - 4月 重廣誠プロデュース 荒木陽一「緑の頃」発売
  - 9月 CD「月の雫」完成

- 2015年
  - 5月 CD「誠」発売。シアトルにて完売。
  - 10月 CD「OTORIUM」発売。東北ツアーにて完売。

- 2016年1月 macoTones CD「macoTones」発売

- 2017年1月 CD30作目「誠Ⅲ」を発売。

- 2020年11月 CD「雲が降りる庭」即日完売

- 2021年
  - 5月 CD「忘却の彼方」発売
  - 6月 こしがやFM「ランチライブ868 金曜日」を応援

- 2023年
  - 5月 ソロアルバム36作目「Garden」即日完売
  - 12月 CD37作目「Cythère」発売